# Tung Wah Hospital
Tung Wah Hospital is een ziekenhuis in Hongkong die door Tung Wah Group of Hospitals wordt beheerd. Het ziekenhuis ligt boven de Possession Point, Po Yan Street numero 12 in Sheung Wan. Het was in 1870 het eerste publieke ziekenhuis. Het ziekenhuis werd opgericht, omdat er toentertijd een groot aantal mensen de pest had. Het ziekenhuis gebruikt behalve westerse ook Chinese geneeskunde. Vroeger werd alleen het laatste gebruikt. De Chinezen vertrouwden toentertijd de westerse medicijnen en inwendige operaties niet. Omdat de Tung Wah Group of Hospitals sterk Chinees georiënteerd is zijn de mensen die het ziekenhuis bezoeken heden nog vaak niet-Christelijk. De andere grote ziekenhuizen in Hongkong zijn vaak protestants of katholiek.